# Фейт Ґолді
Фейт Джулія Ґолді (англ. Faith Julia Goldy; нар. 8 червня 1989) — канадський правий політичний коментатор, колишній директор правління Фонду інституту східнохристиянських студій ім. Митрополита Шептицького. Колишній член The Rebel Media і співорганізатор марш «Об'єднання правих» 2017 року в Шарлоттсвілі, штат Вірджинія.
Ґолді була кандидатом в мери на міських виборах Торонто 2018 року, посівши третє місце з 3,4% голосів. 8 квітня 2019 року Голді було заборонено користуватися Facebook.

## Життєпис
Голді народилася 8 червня 1989 року. Вона відвідувала Хавергалський коледж, приватну школу К-12, і навчалася в коледжі Гурона в Університеті Західного Онтаріо. Пізніше вона закінчила факультет політики та історії в Трініті-коледжі в Університеті Торонто. Вона також почала ступінь магістра публічної політики в Школі публічної політики та управління університету Торонто. У 2012 році вона отримала нагороду студентської лідерської премії Гордона Крессі від Асоціації випускників університету Торонто.
Голді має українське та грецьке походження. Голді є прихожанкою Української греко-католицької церкви. Вона була директором правління Фонду інституту імені Митрополита Андрея Шептицького з 7 жовтня 2015 року до відставки 30 травня 2017 року.
Голді працювала коментатором та репортером у ЗМІ, включаючи The Catholic Register, Toronto Sun, TheBlaze, Bell Media, ZoomerMedia та National Post. Вона була репортером мережі Sun News і була працевлаштована на канадському правому вебсайті The Rebel Media, де вона висловлювала політичні коментарі у звичайних відео YouTube та щотижневому шоу під назвою «На полюванні з Фейт Голді».

Підтримка Фейт Голді на міських виборах Торонто 2018 року

У червні 2017 року вона транслювала на Rebel Media «Білий геноцид у Канаді?», Аналізуючи зовнішню імміграційну політику уряду Канади щодо третього світу та негативплив цієї політики на демографію Канади. У відповідь на трансляцію кілька корпорацій відкликали фінансову підтримку Rebel Media.
Станом на серпень 2020 року на YouTube-каналі Faith J. Goldy було понад 100 000 підписників.

## Погляди
Погляди Голді характеризуються як праві або альт-праві. Голді навернулася до традиціоналістського католицизму, після того, як у матері було діагнозу рак у 2008 році та смерті у 2014 році.